# Distrito electoral de Jacksonville n.º 6
Jacksonville No. 6 (en inglés: Jacksonville No. 6 Precinct) es un distrito electoral ubicado en el condado de Morgan en el estado estadounidense de Illinois. En el Censo de 2010 tenía una población de 1010 habitantes y una densidad poblacional de 174,25 personas por km².

## Geografía
Según la Oficina del Censo de los Estados Unidos, tiene una superficie total de 5.8 km², de la cual 5.3 km² corresponden a tierra firme y (8.62%) 0.5 km² es agua.

## Demografía
Según el censo de 2010, había 1010 personas residiendo en Jacksonville n.º 6. La densidad de población era de 174,25 hab./km². De los 1010 habitantes, Jacksonville n.º 6 estaba compuesto por el 94.36% blancos, el 2.48% eran afroamericanos, el 0.1% eran amerindios, el 0.79% eran asiáticos, el 0% eran isleños del Pacífico, el 0.79% eran de otras razas y el 1.49% pertenecían a dos o más razas. Del total de la población el 2.38% eran hispanos o latinos de cualquier raza.